# Griso
(Alessandro Manzoni, I Promessi Sposi - Capitolo 7)
Il Griso è un personaggio immaginario presente ne I promessi sposi, romanzo di Alessandro Manzoni.

## Biografia del personaggio
La prima apparizione del Griso nel romanzo avviene nel VII capitolo mentre viene ordito e organizzato il rapimento di Lucia Mondella. Il Manzoni non ne dà una descrizione fisica, ma piuttosto una morale: il Griso viene infatti descritto come colui al quale s'imponevano le imprese più rischiose e più inique, a sottolineare la sua natura violenta e opportunistica. Dopo aver ucciso un uomo, egli è fuggito dalla giustizia mettendosi sotto l'ala protettiva di Don Rodrigo, dal quale prende ed esegue ordini. La figura del Griso, sottolinea Manzoni, serve soprattutto come immagine per dare dimostrazione del potere di Don Rodrigo.
È il capo dei bravi al servizio di Don Rodrigo, del qual gode la massima fiducia e di cui è complice in molti crimini e malefatte. Il personaggio del Griso viene tratteggiato come un essere amorale, incapace di moti di compassione, a differenza del Nibbio nei confronti di Lucia durante il rapimento.
Pur godendo della fiducia del padrone, il Griso non esita a tradirlo quando Don Rodrigo si ammalerà di peste: chiamati i monatti affinché lo portino al lazzaretto, il Griso deruberà il padrone per poi fuggire ma, ammalatosi a sua volta di peste, morirà prima di Don Rodrigo.

## Presenza nel romanzo
La figura del Griso appare in diversi capitoli de I promessi sposi:
- cap. VII - Presentazione e pianificazione del rapimento di Lucia
- cap. VIII - Insieme agli altri bravi, scappa dopo aver udito il suono delle campane suonate dal sacrestano Ambrogio nella notte degli imbrogli
- cap. XI - Ritorno del Griso e dei bravi da Don Rodrigo, per annunciare il fallito rapimento. Sempre nello stesso capitolo viene incaricato di indagare su quanto successo e gli viene ordinato di recarsi a Monza
- cap XVIII - Breve apparizione nella quale comunica al padrone l'impossibilità di accedere al convento in cui è rinchiusa Lucia
- cap. XX - Il Griso e Don Rodrigo, insieme al Tiradritto, Montanarolo, Tanabuso e Squinternotto, che fungono da corpo di guardia, si dirigono alla volta del castello dell'Innominato. Si fermano ad una taverna limitrofa che fungeva da corpo di guardia, ad eccezione dei primi due che proseguono fino alla porta del castello
- cap XXXIII - Il tradimento del Griso. Don Rodrigo si sente male e chiede al Griso di mandare a chiamare il Chiodo (un medico del quale il signorotto si fida ciecamente) ma il Griso, dopo aver scoperto che il suo padrone si è ammalato di peste, invece del dottore chiama i monatti affinché lo portino via insieme ai pestilenti. Nel tradirlo fruga nelle tasche della giacca del padrone in cerca di soldi, e questo farà sì che anche lui venga contagiato dalla peste che lo ucciderà in due giorni. È evidente come la peste, non solo in questo caso, rappresenti il più potente mezzo della provvidenza per riportare l'ordine nella malvagità dell'uomo, di cui il Griso è il perfetto esempio.

## Etimologia
Il nome "Griso" (dal lombardo gris, bigio, grigio) molto probabilmente fa riferimento ad una sua caratteristica fisica legata al colore grigio dei capelli. Ciò non esclude tuttavia come con grigio il Manzoni pensasse a una caratteristica morale come maligno, di poco chiaro e non definito, che aiuterebbe il lettore a classificarlo tra i malvagi del romanzo.